# Rad-Weltcup 1994
Der Rad-Weltcup 1994 bestand aus 10 Eintagesrennen. Der Italiener Gianluca Bortolami gewann erstmals den Weltcup. In der Mannschaftswertung siegte das Team GB-MG.

## Rennen
| Datum      | Radrennen                | Sieger               |
| ---------- | ------------------------ | -------------------- |
| 19. März   | Mailand–Sanremo          | Giorgio Furlan       |
| 3. April   | Flandern-Rundfahrt       | Gianni Bugno         |
| 10. April  | Paris–Roubaix            | Andreï Tchmil        |
| 17. April  | Lüttich–Bastogne–Lüttich | Jewgeni Bersin       |
| 23. April  | Amstel Gold Race         | Johan Museeuw        |
| 6. August  | Clásica San Sebastián    | Armand de Las Cuevas |
| 15. August | Leeds Classic            | Gianluca Bortolami   |
| 21. August | Meisterschaft von Zürich | Gianluca Bortolami   |
| 2. Oktober | Paris–Tours              | Erik Zabel           |
| 8. Oktober | Lombardei-Rundfahrt      | Wladislaw Bobrik     |

## Endstand
| Platz | Fahrer             | Punkte |
| ----- | ------------------ | ------ |
| 1.    | Gianluca Bortolami | 151    |
| 2.    | Johan Museeuw      | 125    |
| 3.    | Andreï Tchmil      | 115    |
| 4.    | Claudio Chiappucci | 89     |
| 5.    | Giorgio Furlan     | 87     |